# 蒂薩凱奇凱區

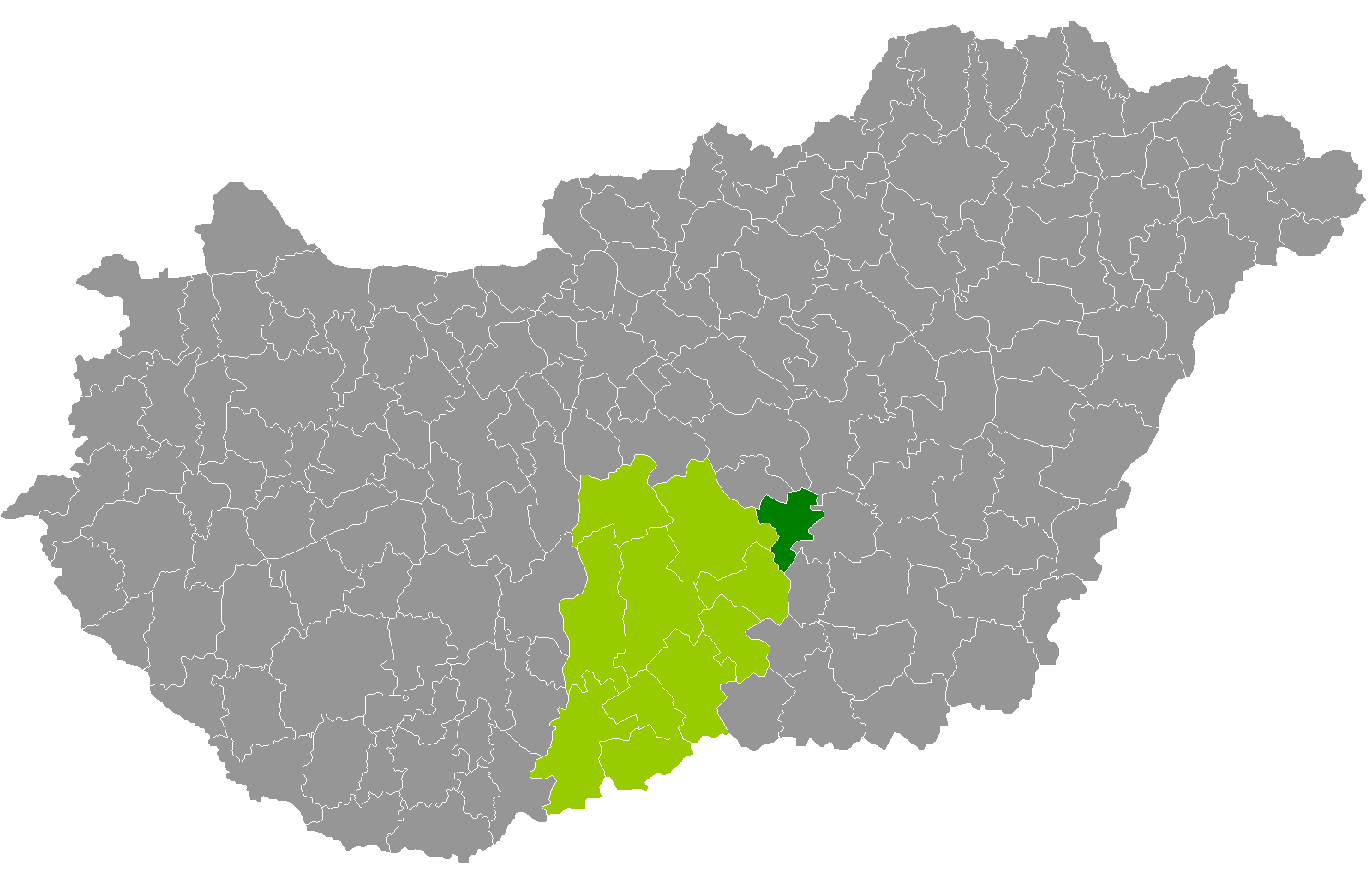

蒂薩凱奇凱區（匈牙利語：Tiszakécskei járás），是匈牙利巴奇-基什孔州的一個区，位於該國南部，区府設於蒂薩凱奇凱，面積406平方公里，2011年人口23,582，人口密度每平方公里58人。